# Entitats supramunicipals de la Catalunya del Nord
A la Catalunya del Nord, hi ha les següents entitats supramunicipals:

## Comunitat d'aglomeració de Perpinyà-Mediterrània

### Municipis
1. Baó
2. Baixàs
3. Bompàs
4. Calce
5. Canet de Rosselló
6. Cànoes
7. El Barcarès
8. Paretstortes
9. Perpinyà
10. Pesillà de la Ribera
11. Pollestres
12. Santa Maria la Mar
13. Sant Esteve del Monestir
14. Sant Hipòlit de la Salanca
15. Sant Feliu d'Avall
16. Sant Llorenç de la Salanca
17. Sant Nazari de Rosselló
18. Salelles
19. El Soler
20. Toluges
21. Torrelles de la Salanca
22. Vilallonga de la Salanca
23. Vilanova de Raó
24. Vilanova de la Ribera

### Dades
- Capital: Perpinyà
- Superfície: 333,60 km²
- Habitants: 215.550 (segons dades de l'1 de gener del 2007)
- Densitat de població de 638 hab./km².

## Mancomunitat municipal de les Alberes

### Municipis
1. Argelers
2. La Roca d'Albera
3. Montesquiu d'Albera
4. Palau del Vidre
5. Sant Andreu de Sureda
6. Sant Genís de Fontanes
7. Sureda
8. Vilallonga dels Monts

### Dades
- Capital: Argelers
- Superfície: 172,37 km²
- Habitants: 22.625(segons dades del 1999)
- Densitat de població de 131 hab./km².

## Mancomunitat municipal dels Aspres

### Municipis
1. Banyuls dels Aspres
2. Brullà
3. Calmella
4. Cameles
5. Castellnou dels Aspres
6. Forques
7. Llauró
8. Llupià
9. Montoriol
10. Oms
11. Paçà
12. Pontellà
13. Queixàs
14. Santa Coloma de Tuïr
15. Sant Joan la Cella
16. Terrats
17. Tuïr
18. Torderes
19. Tresserra
20. Trullars
21. Vilamulaca

### Dades
- Capital: Tuïr
- Superfície: 252,16 km²
- Habitants: 19.753(segons dades del 1999)
- Densitat de població de 78 hab./km².

## Mancomunitat municipal del Ribesaltes-Aglí-Manadell

### Municipis
1. Les Cases de Pena
2. Cassanyes
3. Espirà de l'Aglí
4. Estagell
5. Montner
6. Òpol i Perellós
7. Ribesaltes
8. Salses
9. Talteüll

### Dades
- Capital: Ribesaltes
- Superfície: 291,16 km²
- Habitants: 17.176 (segons dades del 1999)
- Densitat de població de 59 hab./km².

## Mancomunitat municipal del Vallespir

### Municipis
1. Ceret
2. Morellàs i les Illes
3. Reiners
4. Sant Joan de Pladecorts
5. El Voló

### Dades
- Capital: Ceret
- Superfície: 132,56 km²
- Habitants: 16.978 (segons dades del 1999)
- Densitat de població de 128 hab./km².

## Mancomunitat municipal del Rosselló Sud

### Municipis
1. Alenyà
2. La Torre d'Elna
3. Sant Cebrià de Rosselló

### Dades
- Capital: Sant Cebrià de Rosselló
- Superfície: 24,45 km²
- Habitants: 12.602 (segons dades del 1999)
- Densitat de població de 515 hab./km².

## Mancomunitat municipal del Rosselló Conflent

### Municipis
1. Bula d'Amunt
2. Bulaternera
3. Casafabre
4. Corbera del Castell
5. Corbera de les Cabanes
6. Cornellà de la Ribera
7. Illa
8. Marquixanes
9. Millars
10. Montalbà del Castell
11. Nefiac
12. Prunet i Bellpuig
13. Rodès
14. Sant Feliu d'Amunt
15. Sant Miquel de Llotes

### Dades
- Capital: Illa
- Superfície: 198,97 km²
- Habitants: 14.795 (segons dades del 1999)
- Densitat de població de 74 hab./km².

## Mancomunitat municipal de la Costa Vermella

### Municipis
1. Banyuls de la Marenda
2. Cervera de la Marenda
3. Cotlliure
4. Portvendres

### Dades
- Capital: Portvendres
- Superfície: 78,40 km²
- Habitants: 15.058 (segons dades del 1999)
- Densitat de població de 187 hab./km².

## Mancomunitat municipal de l'Alt Vallespir

### Municipis
1. Arles
2. Els Banys d'Arles
3. Cortsaví
4. Costoja
5. La Bastida
6. La Menera
7. Montboló
8. Montferrer
9. Prats de Molló i la Presta
10. Sant Llorenç de Cerdans
11. Sant Marçal
12. Serrallonga
13. Teulís
14. El Tec

### Dades
- Capital: Arles
- Superfície: 465,46 km²
- Habitants: 9.734 (segons dades del 1999)
- Densitat de població de 21 hab./km².

## Mancomunitat municipal del sector d'Il·liberis

### Municipis
1. Bages de Rosselló
2. Cornellà del Bèrcol
3. Montescot
4. Ortafà
5. Tesà

### Dades
- Capital: Bages de Rosselló
- Superfície: 36,72 km²
- Habitants: 8.553 (segons dades del 1999)
- Densitat de població de 233 hab./km²

## Mancomunitat municipal de la Salanca-Mediterrània

### Municipis
1. Clairà
2. Pià

### Dades
- Capital:
- Superfície: 32,52 km²
- Habitants: 7.745 (segons dades del 1999)
- Densitat de població de 238 hab./km²

## Mancomunitat municipal de l'Aglí Fenolleda
Municipis
1. Ansinyà
2. Caramany
3. Caudiers de Fenollet
4. Centernac
5. Felluns
6. Fenollet
7. Fossa
8. Lançac
9. La Tor de França
10. L'Esquerda
11. Maurí
12. Planeses
13. Prunyanes
14. Rasigueres
15. Sant Martí de Fenollet
16. Sant Pau de Fenollet
17. Trillà
18. Virà

Dades
- Capital:Sant Pau de Fenollet
- Superfície: 258,49 km²
- Habitants: 5.340 (segons dades del 1999)
- Densitat de població de 21 hab./km²

## Mancomunitat municipal de Pirineus Cerdanya

### Municipis
1. Enveig
2. Er
3. Estavar
4. La Tor de Querol
5. Naüja
6. Oceja
7. Palau de Cerdanya
8. Portè i Pimorent
9. Sallagosa
10. Targasona
11. Ur
12. Vallcebollera

### Dades
- Capital:Sallagosa
- Superfície: 213,93 km²
- Habitants: 5.244 (segons dades del 1999)
- Densitat de població de 25 hab./km²

## Mancomunitat municipal de Capcir Alt Conflent

### Municipis
1. La Cabanassa
2. Caudiers de Conflent
3. Censà
4. Eina
5. Font-rabiosa
6. Formiguera
7. La Llaguna
8. Matamala
9. Montlluís
10. Planès
11. Puigbalador
12. Ralleu
13. Real
14. Sant Pere dels Forcats
15. Sautó

### Dades
- Capital:Matamala
- Superfície: 232,56 km²
- Habitants: 2.557 (segons dades del 1999)
- Densitat de població d'11 hab./km²

## Mancomunitat municipal de Vinçà-Canigó

### Municipis
1. Arboçols
2. Espirà de Conflent
3. Estoer
4. Finestret
5. Jóc
6. Rigardà
7. Sornià
8. Tarerac
9. Trevillac
10. Vallestàvia
11. Vallmanya
12. Vinçà

### Dades
- Capital:Vinçà
- Superfície: 100,78 km²
- Habitants: 2.501 (segons dades del 1999)
- Densitat de població de 25 hab./km²

## Mancomunitat municipal de Canigó-Vall del Cadí

### Municipis
1. Castell de Vernet.
2. Cornellà de Conflent.
3. Vernet.

### Dades
- Capital:Vernet
- Superfície: 57,61 km²
- Habitants: 1.996 (segons dades del 1999)
- Densitat de població de 35 hab./km²

## Municipis no inclosos en cap mancomunitat municipal
| - L'Albera - Els Angles - Angostrina i Vilanova de les Escaldes - Aiguatèbia i Talau - Bellestar - Bolquera - Cabestany - Campome - Campossí - Canavelles - Catllà - Clarà i Villerac - Les Cluses - Codalet - Conat - Dorres - Èguet - Elna - Escaró | - Eus - Felluns - Fillols - Fontpedrosa - Font-romeu, Odelló i Vià - Fullà - Glorianes - La Guingueta d'Ix - Jújols - Llo - Els Masos - Mentet - Molig - Mosset - Noedes - Nyer - Oleta i Èvol - Orbanyà - Orellà - El Pertús - Pesillà de Conflent - Porta - Prada | - Prats de Sornià - Pi de Conflent - Rebollet - Rià i Cirac - Saorra - Santa Llocaia - Serdinyà - Soanyes - Tellet - Taurinyà - Toès i Entrevalls - Vilafranca de Conflent - Vingrau - Vivers - El Viver |